# Eldar Qasımov
Eldar Ell Qasımov (n. Bakú; 4 de junio de 1989) es un cantante  azerí que representó a su país en el Festival de la Canción de Eurovisión 2011 en dúo con Nigar Jamal ganando el concurso. El dúo, presentado bajo el nombre Ell & Nikki, se formó para participar en el concurso, pero habitualmente no actúan juntos.

## Primeros años
Eldar Qasımov es el tataranieto de la pareja de actores Abbas Mirza Sharifzade y Marziyya Davudova. Qasımov comenzó a cantar cuando era muy joven y ha participado en numerosos conciertos en Azerbaiyán y Rusia. Entre 2001 y 2005 recibió clases profesionales de música y aprendió a tocar el piano.
Qasımov se graduó por la Universidad Eslava de Bakú en relaciones internacionales y geografía regional.

## Carrera

### Eurovisión 2011
Con Nigar Jamal, participó en la selección nacional de Azerbaiyán al festival de Eurovisión Milli Seçim Turu 2011, ganaron y  bajo el nombre Ell & Nikki se presentaron al festival en Düsseldorf, donde pasaron la primera semifinal y ganaron en la final del 14 de mayo de 2011 con la canción "Running Scared" obteniendo un total de 221 puntos. El dúo se formó para participar en el concurso, pero anteriormente no actuaban juntos, sino que llevaban carreras independientes.

### Después de Eurovisión
En enero de 2012, Eldar publicó su primer sencillo en solitario tras Eurovisión, titulado "Birlikda nahayat".
En mayo del 2012, presentó la LVII edición del Festival de la Canción de Eurovisión 2012 desde Bakú, Azerbaiyán, junto a Leyla Aliyeva y Nargiz Birk-Petersen.
El 17 de julio de 2012, publicó la versión acústica de su nuevo sencillo "I'm Free". El videoclip oficial se lanzó más tarde ese mismo año.
En octubre de 2013, anunció que había sido contratado por la Universidad Eslava de Bakú, donde se había graduado, como profesor de un curso de relaciones internacionales.
En 2014, publicó un dueto con la cantante ucraniana Zlata Ognevich titulado "Ice and Fire".

## Vida personal
En 2019, Qasimov expresó su apoyo a comunidad LGBT con una publicación en su cuenta personal de instagram.

## Discografía

### Sencillos
| Año  | Sencillo                                | Posiciones en la lista | Posiciones en la lista | Posiciones en la lista | Posiciones en la lista | Posiciones en la lista | Posiciones en la lista | Posiciones en la lista | Posiciones en la lista | Posiciones en la lista | Posiciones en la lista | Certificationes | Álbum |
| Año  | Sencillo                                | AUT                    | BEL (Vl)               | GER                    | IRE                    | NL                     | ROM                    | RUS                    | SVK                    | SUI                    | UK                     | Certificationes | Álbum |
| ---- | --------------------------------------- | ---------------------- | ---------------------- | ---------------------- | ---------------------- | ---------------------- | ---------------------- | ---------------------- | ---------------------- | ---------------------- | ---------------------- | --------------- | ----- |
| 2011 | "Running Scared" (con Nigar Jamal)      | 22                     | 37                     | 33                     | 41                     | 59                     | 99                     | 10                     | 50                     | 11                     | 61                     | —               | —     |
| 2012 | "Birlikdə nəhayət" ("At last together") | —                      | —                      | —                      | —                      | —                      | —                      | —                      | —                      | —                      | —                      | —               | —     |
| 2012 | "I'm free"                              | —                      | —                      | —                      | —                      | —                      | —                      | —                      | —                      | —                      | —                      | —               | —     |
| 2014 | "Ice and Fire" (con Zlata Ognevich)     | —                      | —                      | —                      | —                      | —                      | —                      | —                      | —                      | —                      | —                      | —               | —     |